# 布雷叙尔区
布雷叙尔区（法語：Arrondissement de Bressuire）是法国新阿基坦大区德塞夫勒省所辖的一个区。总面积1938.9平方公里，总人口109404，人口密度56人/平方公里（2018年）。主要城镇为布雷叙尔。

## 辖区
布雷叙尔区辖有57个市镇。